# Дудник амурский
Ду́дник аму́рский (лат. Angélica amurénsis) — вид растений рода Дудник (Angelica) семейства Зонтичные (Apiaceae).
Недозрелые плоды испытаны и одобрены в качестве пряности при обработке рыбы.

## Ботаническое описание
Многолетнее травянистое растение высотой 80—200 см.
Стебель голый, полый, ветвистый, под зонтиком и по всему цветоносу до верхнего междоузлия коротко и шероховато-опушенный.
Прикорневые листья триждыперистые; стеблевые листья трижды-перисторассечённые, на черешках короче пластинки, самые верхние листья с редуцированной пластинкой, сидящей на почти шаровидно вздутом влагалище.
Соцветие — зонтики 20—40-лучевые с остро и шероховато-опушёнными лучами, 30—40-цветковые с коротко опушёнными цветоножками; обёрточка из 5—7 линейно-ланцетовидных, плёнчатых, часто фиолетовых, рано опадающих, чуть опушённых листочков; лепестки белые.
Плоды широкояйцевидные или почти округлые.
Цветёт в июле—августе. Плоды созревают в августе—сентябре.

## Распространение и экология
Произрастает на Дальнем Востоке России и в Китае.
Растёт в дубняках, в дубово-берёзовых лесах, среди кустарников, на лугах.

## Растительное сырьё
Во всех частях растения содержится эфирное масло: в листьях 0,06 %, в стеблях — 0,02 %, в цветущих зонтиках — 0,45 %, в корнях — 0,08—0,73 %. Выход эфирного масла из зрелых плодов около 1 %, химический состав масла изучен слабо, основной компонент — фелландрен. В корнях содержится соединение кумаринового ряда.

## Классификация

### Таксономия
Вид Дудник амурский входит в род Дудник (Angelica) семейства Зонтичные (Apiaceae) порядка Зонтикоцветные (Apiales).
|  |                                      |  |                                                             |                                                             |                     |  | ещё 8 семейств (согласно Системе APG II) | ещё 8 семейств (согласно Системе APG II) |                     |  |  |  | около 60 видов |
|  |                                      |  |                                                             |                                                             |                     |  | ещё 8 семейств (согласно Системе APG II) | ещё 8 семейств (согласно Системе APG II) |                     |  |  |  | около 60 видов |
|  |                                      |  |                                                             | порядок Зонтикоцветные                                      |                     |  |                                          |                                          | род Дудник          |  |  |  |                |
|  |                                      |  |                                                             | порядок Зонтикоцветные                                      |                     |  |                                          |                                          | род Дудник          |  |  |  |                |
|  | отдел Цветковые, или Покрытосеменные |  |                                                             |                                                             | семейство Зонтичные |  |                                          |                                          | вид Дудник амурский |  |  |  |                |
|  | отдел Цветковые, или Покрытосеменные |  |                                                             |                                                             | семейство Зонтичные |  |                                          |                                          |                     |  |  |  |                |
|  |                                      |  | ещё 44 порядка цветковых растений (согласно Системе APG II) | ещё 44 порядка цветковых растений (согласно Системе APG II) |                     |  |                                          | ещё более 300 родов                      | ещё более 300 родов |  |  |  |                |
|  |                                      |  |                                                             | ещё 44 порядка цветковых растений (согласно Системе APG II) |                     |  |                                          |                                          | ещё более 300 родов |  |  |  |                |